# Romeo and Juliet (sång)
För andra betydelser, se Romeo och Julia (olika betydelser).
Romeo and Juliet är en låt av det brittiska rockbandet Dire Straits, skriven av bandets sångare och sologitarrist Mark Knopfler. Den gavs ut på albumet Making Movies (1980). Den släpptes släpptes som andra singel från albumet, efter Skateaway, året efter. Låten finns även med på livealbumen Alchemy: Dire Straits Live och On the Night, samt senare på liveduettalbumet Real Live Roadrunning med Emmylou Harris (som dock inte medverkar på låten).
Låtnamnet anspelar på William Shakespeares pjäs med samma namn, och ses ur två unga älskares synvinkel.[källa behövs] Det sägs att Knopfler fick inspiration till låten av ett brutet förhållande med Holly Vincent, sångare i Holly and the Italians. Textraden "Now you just say, oh Romeo, yeah, you know I used to have a scene with him.", kommer från en intervju med Holly strax efter de gått skilda vägar - "What happened was that I had a scene with Mark Knopfler and it got to the point where he couldn't handle it and we split up". Knopfler tog hårt åt sig från det uttalandet.

## Coverversioner
- Amy Ray från Indigo Girls på bandets album Rites of Passage. (1992)
- Cliff Eberhardt på albumet 1995 Mona Lisa Café. (1995)
- Michael Braunfeld på albumet Steel City. (1997)
- Edwin McCain på albumet The Austin Sessions. (2003)
- Monte Montgomery på livealbumet New & Approved. (2003)
- Matt Nathanson på albumet At the Point. (2006)
- The Killers på albumet Sawdust. (2007)
- Steve Knightley på albumet Cruel River. (2007)